# Kompleks bliźniaczych piramid

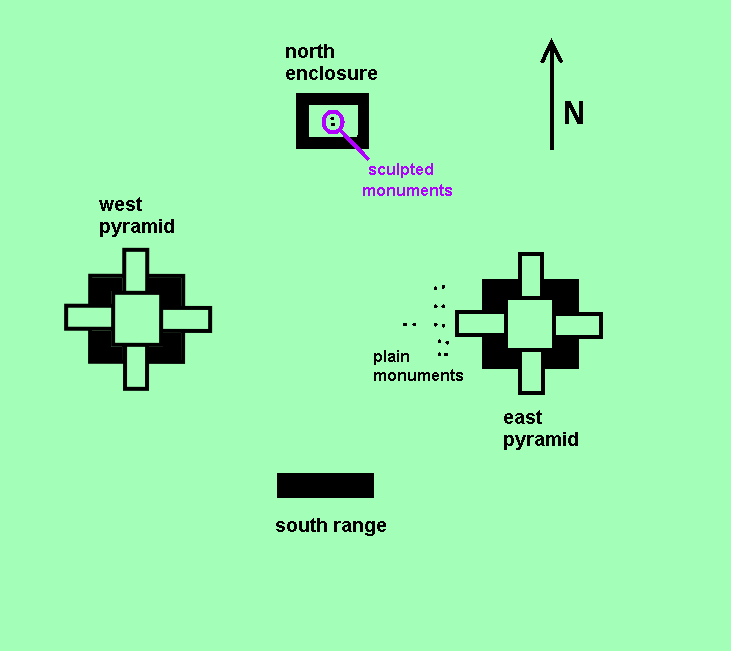
Schemat kompleksu bliźniaczych piramid

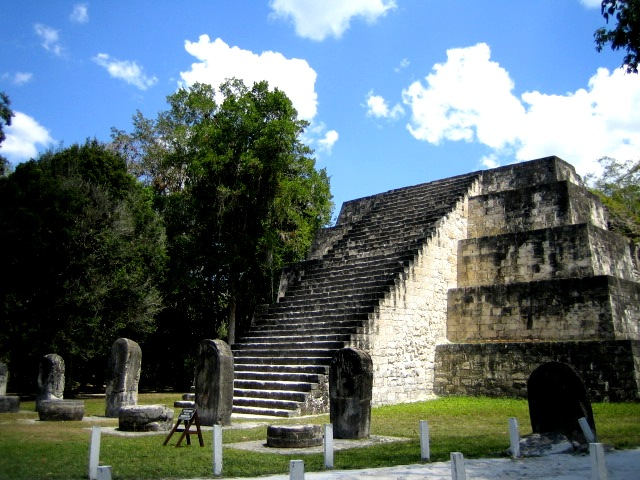
Kompleks Q

Kompleks bliźniaczych piramid – ruiny kompleksów architektonicznych z piramidami bliźniaczymi w Tikál, mieście Majów w Gwatemali.
W 1979 stanowisko archeologiczne w Tikál wraz z otaczającym je parkiem narodowym zostało wpisane na listę światowego dziedzictwa UNESCO.

## Opis
W Tikál odkryto w sumie 9 kompleksów bliźniaczych piramid, m.in. dwa kompleksy na wschodzie – R i Q – położone między kompleksem H a kompleksem F, kompleks N w części zachodniej miasta i kompleks P na północy . 
W każdym kompleksie znajdują się dwie piramidy wzniesione naprzeciwko siebie na osi wschód-zachód. Każda ma schody z czterech stron, a ich szczyty są płaskie bez innych struktur. Po stronie wschodniej piramidy zachodniej stoją stele i ołtarze. Po stronie północnej pomiędzy piramidami, stała za ogrodzeniem pojedyncza rzeźbiona stela i ołtarz. Po stronie południowej wznosił się podłużny, jednoizbowy gmach z 9 wejściami, które reprezentowały wejścia do świata podziemi . 
Kompleksy bliźniaczych piramid wznoszone były w Tikál w odstępach 20 lat. Ich przeznaczenie nie jest znane.

### Kompleksy Q i R
Kompleks Q (4E–4) został wzniesiony ok. roku 771, by uczcić koniec 20-letniego okresu Kʼatun . W jego północnej części odkryto rzeźbioną stelę 22 i ołtarz 10. Stela ukazuje władcę Chitama, a ołtarz zdobią wizerunki jeńców z rękoma związanymi z tyłu . 
Kompleks R (4E–3) powstał ok. 790 roku – znaleziono tu stelę 19 i ołtarz 6.
W 1979 stanowisko archeologiczne w Tikál wraz z otaczającym je parkiem narodowym zostało wpisane na listę światowego dziedzictwa UNESCO .  